# Список найвищих будівель Гонконга

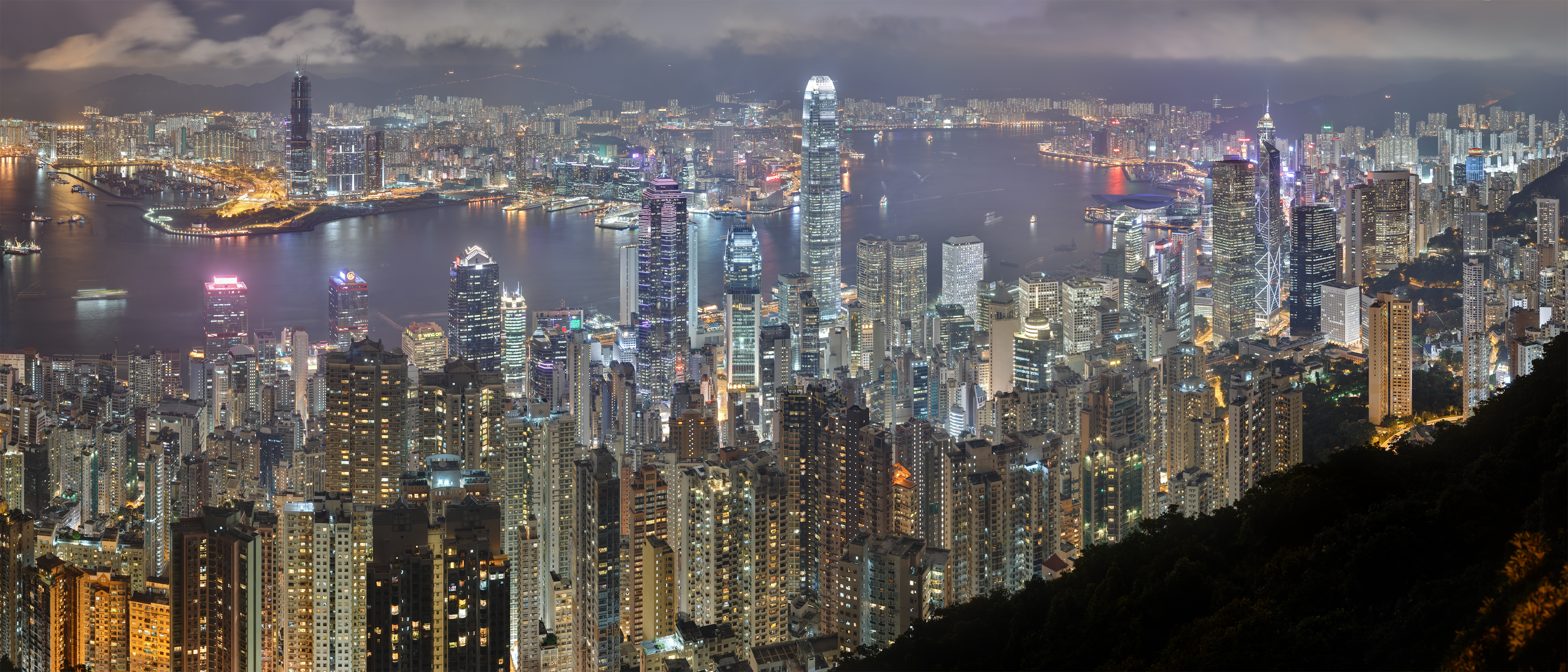
Бухта Вікторії та небесна лінія Гонконгу вночі

Цей список ранжує хмарочоси міста Гонконг по висоті. Гонконг — всесвітній фінансовий центр, в якому побудовано 112 будівель заввишки більше ніж 180 метрів. Найвища будівля Гонконгу — 118-поверховий хмарочос Міжнародний комерційний центр висотою 484 метра, побудований 2010 року. Друга за висотою будівля в місті — Міжнародний фінансовий центр, висотою 415 метрів. Третя за висотою будівля міста — Сентрал Плаза висотою 374 метра, що має 78 поверхів. В цьому будинку розташована міська церква Гонконгу, найвища церква в світі. 
Історія будівництва хмарочосів у Гонконзі почалася 1935 року із споруди будівлі банку HSBC, який став першим висотним будинком у місті. Будинок висотою 70 метрів мав 13 поверхів та проіснував протягом шести десятиліть, після чого був розібраний аби звільнити місце під будівництво банку HSBC в 80-х роках XX століття. У першій половині XX століття висотне будівництво в місті було обмежено, однак з 1970-х років Гонконг переживає справжній висотний бум. Особливо швидко місто розвивалося в період з 1980 до 1993 рік, коли було побудовано 22 з 106 найвищих будівлі в місті, включаючи Хоупвел сентер, будівля банку Китаю та Сентрал плазу. 1998 року в Гонконгу почалася друга хвиля висотного буму. За вісім років з 2000 по 2008 роки в місті було побудовано 38 будинків вище 200 метрів, включаючи кілька надвисоких хмарочосів, наприклад Міжнародний фінансовий центр 2, Ніна тауер та Айленд іст 1. На відміну від попередніх періодів, багато з висотних будівель, побудованих в Гонконгу на початку XXI століття, були зведені за межами району Коулун, зокрема Сорренто, Ленхем плейс офіс тауер та Харборсайд. Це сталося тому, що після закриття аеропорту Каї Так, розташованого на північний-захід від міста, обмеження на висотність будівель були значно зменшені.
Висотні будівлі в Гонконзі розподілені практично по всій території міста, проте основні місця їх концентрації — в зоні від Цуень Вань на заході, через півострів Коулун до Яу Тон на сході та північного узбережжя острова Гонконг. У передмістях Гонконгу, наприклад в Цин Кван О, Ша Тінь, Тай За, Фаньлін, Юень Лон і Туен Мунь, також розташовані великі висотні кластери. Висотні будівлі в Гонконзі можна знайти також на південному березі острова Гонконг і на кількох дрібних островах, розташованих в адміністративній межі міста. Гонконг посідає перше місце в світі за кількістю хмарочосів, тут розташовано щонайменше 228 хмарочосів вище 150 метрів, будівництво яких завершено. Окрім того, небесна лінія Гонконгу часто визнається найкращою у світі.   Щоночі в Гонконзі проходить освітлювальне шоу, відоме як Симфонія вогнів, назване Книгою рекордів Гіннесса найбільшою світловою та звуковою виставою у світі.

## Найвищі будівлі
Цей список включає хмарочоси Гонконгу, заввишки більше 180 метрів. Вимірювання висоти ведеться по верхньому архітектурному елементу будівлі, тобто виключаючи антени та громовідводи. 

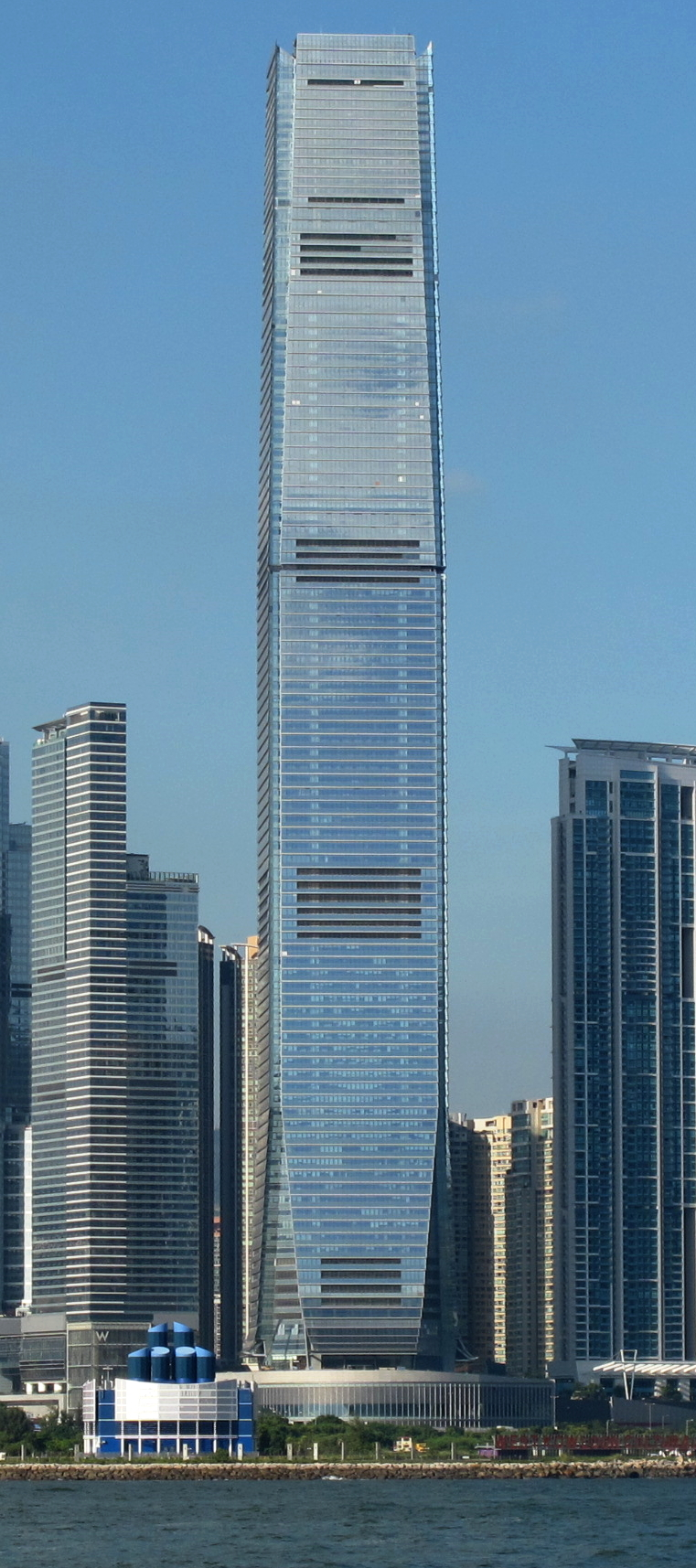
Міжнародний комерційний центр, найвища будівля у Гонконга

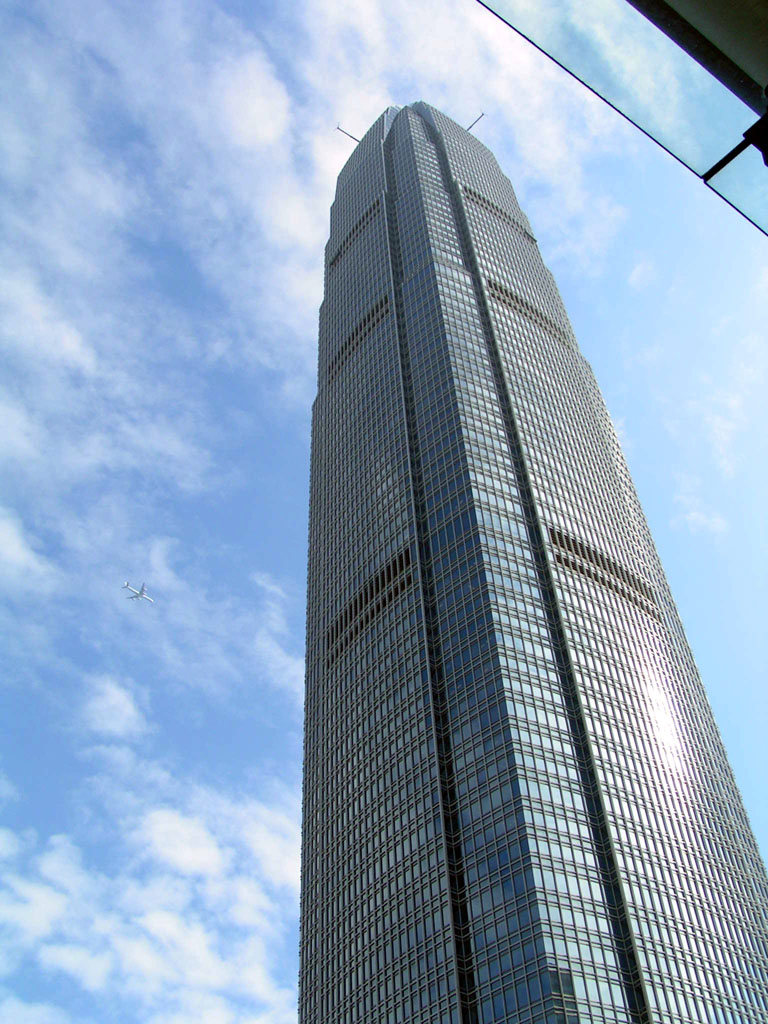
Міжнародний Фінансовий Центр, друга за висотою будівля у Гонконга

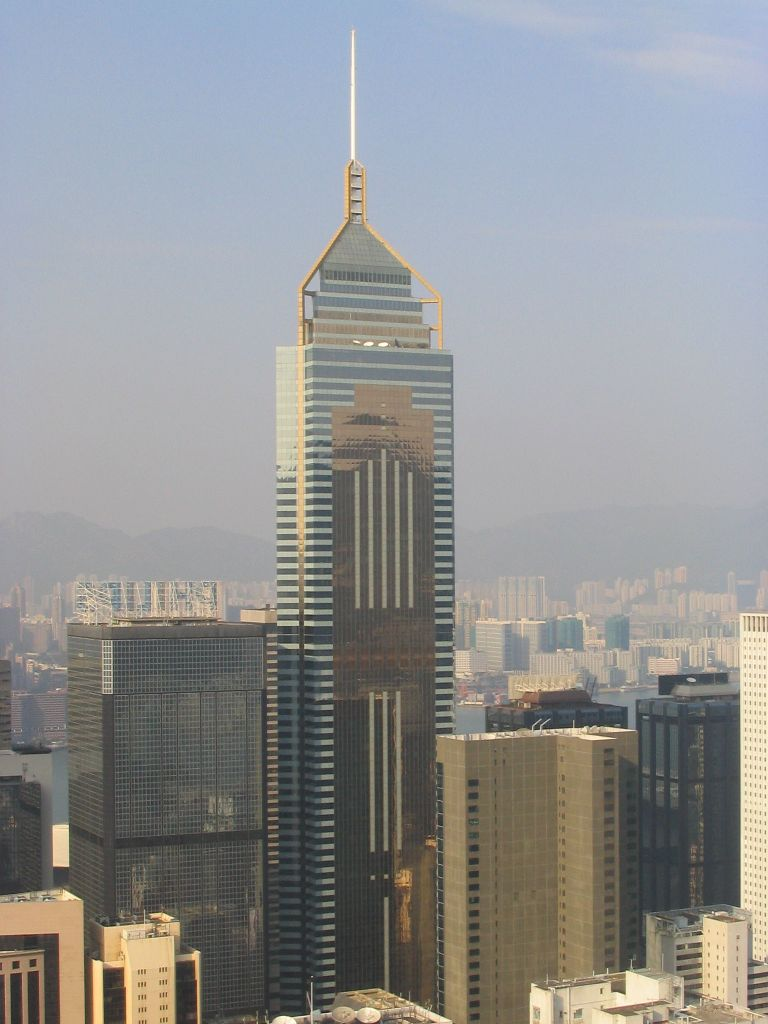
Сентрал-плаза третя за висотою будівля у Гонконга

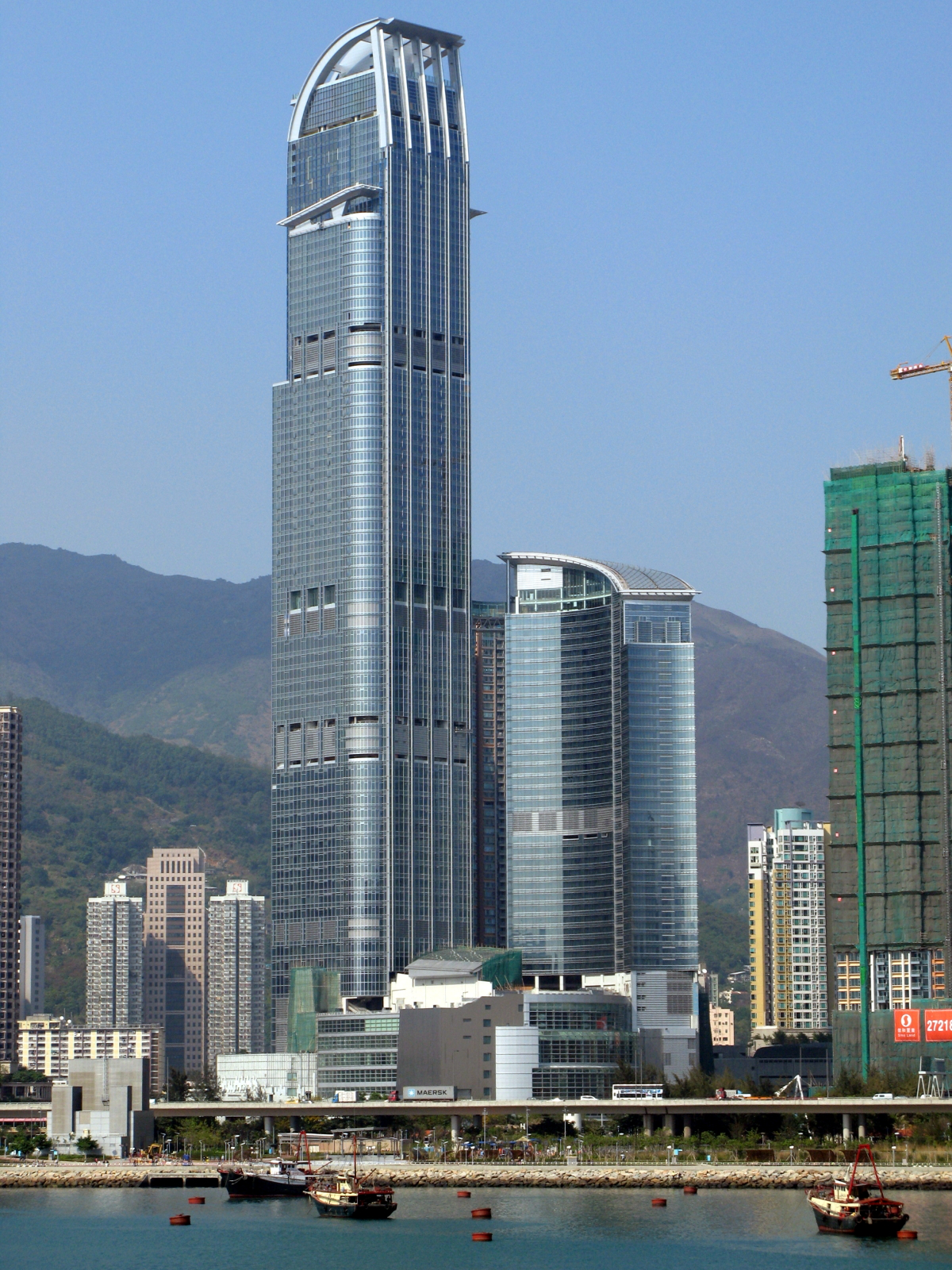
Ніна тауер, шоста за висотою будівля Гонконга

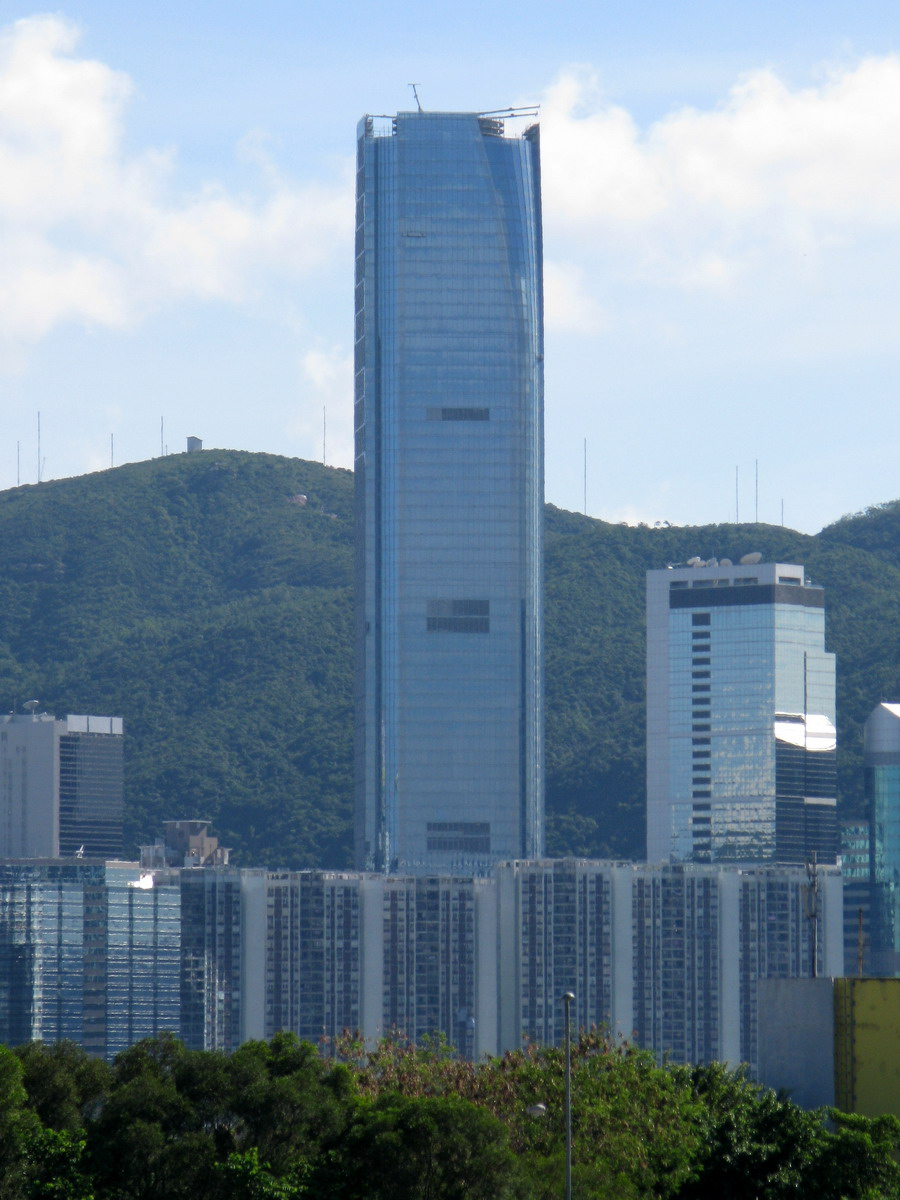
Айленд іст 1, сьома за висотою будівля Гонконга

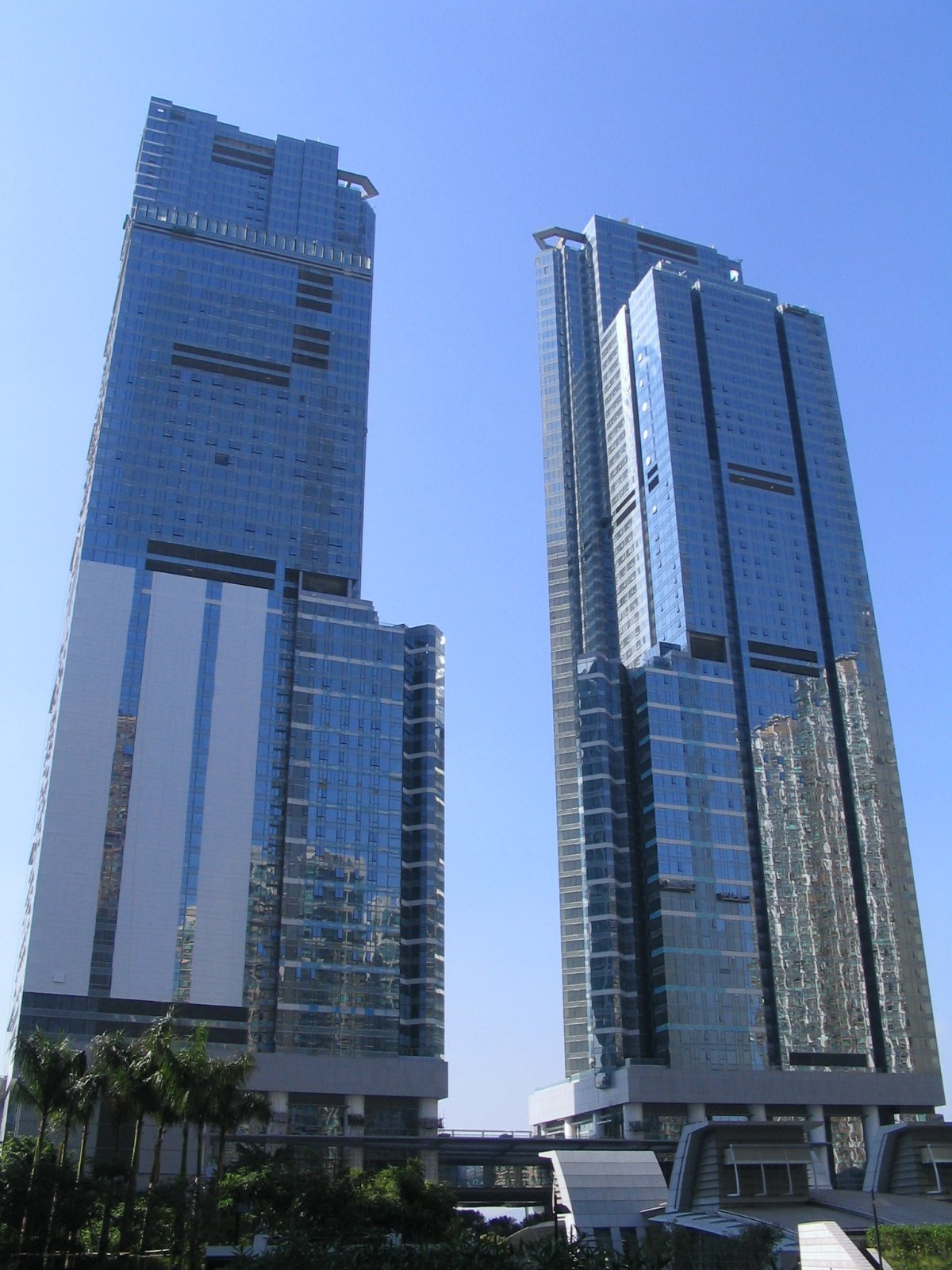
Куллінан Тауерс, дев'ята за висотою будівля Гонконга

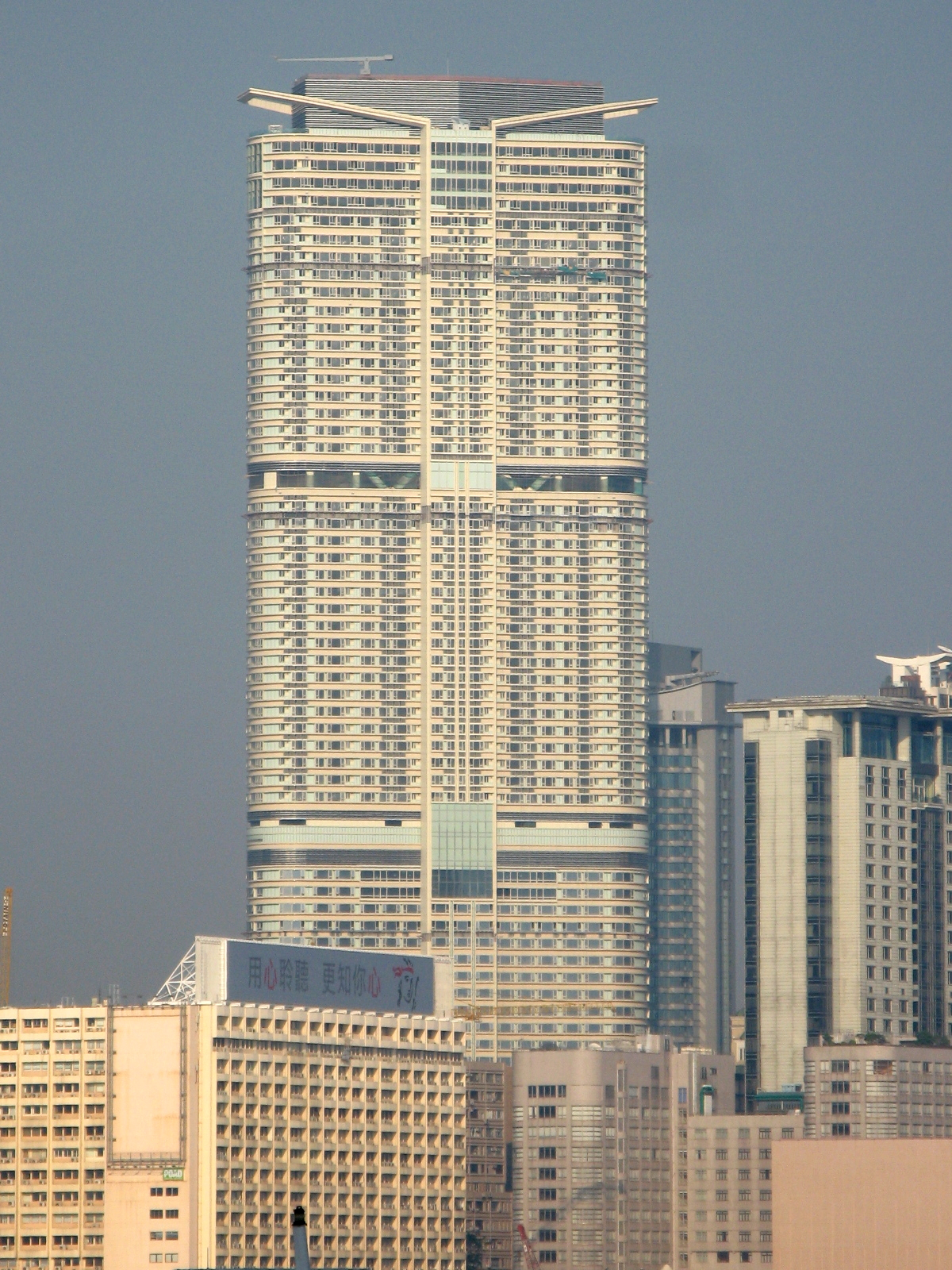
Хайятт Редженсі, десята за висотою будівля Гонконга

| Місце | Назва                           | Висота, м | Поверховість | Рік  | Примітки |
| ----- | ------------------------------- | --------- | ------------ | ---- | --- |
| 1     | Міжнародний комерційний центр   | 484       | 118          | 2010 | 5-а за висотою будівля у світі, 2-а за висотою будівля у Китаї. |
| 2     | Міжнародний фінансовий центр    | 415       | 88           | 2003 | 14-а за висотою будівля у світі, 7-а за висотою будівля у Китаї. Було найвищим будинком у місті з 2003 по 2010 роки. |
| 3     | Сентрал плаза                   | 374       | 78           | 1992 | 24-а за висотою будівля у світі. У будівлі розташована найвища церква в світі. Було найвищим будинком за межами США з 1992 по 1996 роки. Було найвищим будинком у світі із залізобетону до будівництва вежі CITIC Plaza 1997 року. друге будівля за межами США висотою більше 305 метрів після Бенк оф чайна тауер. |
| 4     | Башта Банку Китаю               | 367       | 70           | 1990 | 25-а за висотою будівля у світі. Перше за межами США будівля вище 305 метрів. По завершенні будівництва стало найвищим будинком за межами Чикаго та Нью-Йорка. |
| 5     | Сентер                          | 346       | 73           | 1998 | 34-а за висотою будівля у світі. |
| 6     | Вежі Ніна                       | 319       | 80           | 2007 | 50-а за висотою будівля у світі. |
| 7     | One Island East                 | 308       | 70           | 2008 | 34-а за висотою будівля у світі. |
| 8     | Чеун Кон сентер                 | 283       | 62           | 1999 | 52-а за висотою будівля у світі. |
| 9=    | Куллінан Тауерс (північна вежа) | 270       | 68           | 2007 | 64-а за висотою будівля у світі. |
| 9=    | Куллінан Тауерс (південна вежа) | 270       | 68           | 2007 | 64-а за висотою будівля у світі. |
| 11    | Хайят Редженсі                  | 261       | 64           | 2007 | 93-а за висотою будівля у світі. |
| 12    | Сорренто 1                      | 256       | 75           | 2003 | 98-а за висотою будівля у світі. Найвища повністю житлова будівля в місті. |
| 13    | Башта Ленгхем-плейс офіс        | 255       | 59           | 2004 | 103-а за висотою будівля у світі. |
| 14    | Хайкліфф                        | 252       | 72           | 2003 | 106-а за висотою будівля у світі. |
| 15    | Харборсайд                      | 251       | 73           | 2003 | 109-а за висотою будівля у світі. |
| 16    | Меньюлайф плаза                 | 240       | 52           | 1998 | 149-а за висотою будівля у світі. |
| 17    | Сорренто 2                      | 236       | 66           | 2003 | 174-а за висотою будівля у світі. |
| 18    | Харборфронт Лендмарк            | 233       | 70           | 2001 | 185-а за висотою будівля у світі. |
| 19    | Арка                            | 231       | 65           | 2005 | 191-а за висотою будівля у світі. |
| 20    | Коско Тауер                     | 228       | 53           | 1998 | [ 50 ] [ 51 ] |
| 21=   | Белчерс тауер 5                 | 227       | 61           | 2001 | [ 52 ] [ 53 ] |
| 21=   | Белчерс тауер 6                 | 227       | 61           | 2001 | [ 53 ] [ 54 ] |
| 23=   | Белчерс тауер 1                 | 221       | 63           | 2000 | [ 53 ] [ 55 ] |
| 23=   | Белчерс тауер 2                 | 221       | 63           | 2000 | [ 53 ] [ 56 ] |
| 25=   | Трегантер 3                     | 220       | 66           | 1993 | [ 57 ] [ 58 ] |
| 25=   | Саміт                           | 220       | 65           | 2001 | [ 59 ] [ 60 ] |
| 27    | Гранд променад 2-5              | 219       | 66           | 2005 | [ 61 ] [ 62 ] |
| 28    | Сорренто 3                      | 218       | 64           | 2003 | [ 38 ] [ 63 ] |
| 29    | Хоупвелл сентер                 | 216       | 64           | 1980 | [ 6 ] [ 64 ] |
| 30    | Сунь Хун Кай сентер             | 215       | 56           | 1981 | [ 65 ] [ 66 ] |
| 31=   | Белчерс тауер 3                 | 214       | 61           | 2001 | [ 53 ] [ 67 ] |
| 31=   | Белчерс тауер 8                 | 214       | 61           | 2001 | [ 53 ] [ 68 ] |
| 33=   | Гранд променад 1                | 213       | 63           | 2005 | [ 62 ] [ 69 ] |
| 33=   | Гранд променад 6                | 213       | 63           | 2005 | [ 62 ] [ 70 ] |
| 33=   | Айленд Шангрі-Ла                | 213       | 57           | 1991 | Найвища готель з побудованих в Гонконзі. |
| 36=   | Вікторія Тауерс 1               | 213       | 62           | 2003 | [ 73 ] [ 74 ] |
| 36=   | Вікторія Тауерс 2               | 213       | 62           | 2003 | [ 74 ] [ 75 ] |
| 36=   | Вікторія Тауерс 3               | 213       | 62           | 2003 | [ 74 ] [ 76 ] |
| 39    | Сорренто 5                      | 212       | 62           | 2003 | [ 38 ] [ 77 ] |
| 40    | Інді хоум                       | 212       | 56           | 2005 | [ 78 ] [ 79 ] |
| 41    | Міжнародний фінансовий центр 1  | 210       | 38           | 1998 | [ 80 ] [ 81 ] |
| 42    | Метроплаза Тауерс 2             | 209       | 47           | 1992 | [ 82 ] [ 83 ] |
| 43    | Сорренто 6                      | 206       | 60           | 2003 | [ 38 ] [ 84 ] |
| 44=   | Сітібанк плаза                  | 206       | 51           | 1992 | [ 85 ] [ 86 ] |
| 44=   | Мей хаус                        | 206       | 47           | 2004 | [ 87 ] [ 88 ] |
| 46=   | Метро таун башта 1              | 205       | 62           | 2006 | [ 89 ] [ 90 ] |
| 46=   | Метро таун башта 2              | 205       | 62           | 2006 | [ 91 ] [ 92 ] |
| 46=   | Four Seasons Place              | 205       | 55           | 2005 | [ 93 ] [ 94 ] |
| 49=   | Айленд Ризорт, вежі 6-7         | 202       | 60           | 2001 | [ 95 ] [ 96 ] |
| 49=   | Айленд Ризорт, вежі 8-9         | 202       | 60           | 2001 | [ 96 ] [ 97 ] |
| 49=   | Айленд Ризорт, вежі 3-5         | 202       | 60           | 2001 | [ 96 ] [ 98 ] |
| 49=   | Айленд Ризорт, вежі 1-2         | 202       | 60           | 2001 | [ 96 ] [ 99 ] |
| 53    | Чайна онлайн сентер             | 201       | 52           | 2000 | [ 100 ] [ 101 ] |
| 54    | Готель «Конрад інтернешенл»     | 199       | 61           | 1991 | [ 102 ] [ 103 ] |
| 55    | Квінсуей Гавернмент офіс        | 199       | 56           | 1985 | [ 104 ] [ 105 ] |
| 56    | Белладжіо, вежі 6-9             | 198       | 60           | 2002 | [ 106 ] |
| 57=   | Манхеттан хілл 1-2              | 198       | 51           | 2006 | [ 107 ] [ 108 ] |
| 57=   | Манхеттан хілл 3                | 198       | 49           | 2006 | [ 108 ] [ 109 ] |
| 57=   | Манхеттан хілл 5                | 198       | 49           | 2006 | [ 108 ] [ 110 ] |
| 57=   | Манхеттан хілл ill 6            | 198       | 49           | 2006 | [ 108 ] [ 111 ] |
| 61    | Мертон 1                        | 197       | 59           | 2005 | [ 112 ] [ 113 ] |
| 62=   | Пасифіка 1                      | 197       | 50           | 2005 | [ 114 ] [ 115 ] |
| 62=   | Пасифіка 2-5                    | 197       | 50           | 2005 | [ 115 ] [ 116 ] |
| 62=   | Пасифіка 6                      | 197       | 50           | 2005 | [ 115 ] [ 117 ] |
| 62=   | Пасифіка 7                      | 197       | 50           | 2005 | [ 115 ] [ 118 ] |
| 62=   | Кейбл ти ві тауер               | 197       | 41           | 1993 | [ 119 ] [ 120 ] |
| 67    | Ейгборт                         | 196       | 48           | 1999 | [ 121 ] [ 122 ] |
| 68=   | Віжен сіті 2                    | 195       | 52           | 2007 | [ 123 ] [ 124 ] |
| 68=   | Віжен сіті 3                    | 195       | 52           | 2007 | [ 124 ] [ 125 ] |
| 70    | Таймс-сквер Нетуест тауер       | 194       | 40           | 1993 | [ 126 ] [ 127 ] |
| 71=   | Віжен сіті 1                    | 192       | 52           | 2007 | [ 124 ] [ 128 ] |
| 71=   | Віжен сіті 5                    | 192       | 52           | 2007 | Також відомо як Віжен сіті башта 4. |
| 73=   | Баньян гарден 2                 | 191       | 57           | 2003 | [ 130 ] [ 131 ] |
| 73=   | Баньян гарден 6                 | 191       | 57           | 2003 | [ 131 ] [ 132 ] |
| 73=   | Баньян гарден 7                 | 191       | 57           | 2003 | [ 131 ] [ 133 ] |
| 76    | Сентріум                        | 189       | 41           | 2001 | [ 134 ] [ 135 ] |
| 77=   | метро таун башта 3              | 188       | 57           | 2006 | [ 136 ] [ 137 ] |
| 77=   | Метро таун башта 5              | 188       | 57           | 2006 | Також відомо як Метро таун башта 4. |
| 77=   | іксчейндж-сквер 1               | 188       | 52           | 1985 | [ 140 ] |
| 77=   | іксчейндж-сквер 2               | 188       | 52           | 1985 | [ 141 ] |
| 81=   | Міленіум сіті 5                 | 187       | 45           | 2004 | [ 142 ] [ 143 ] |
| 81=   | Квінс-роуд сентрал 9            | 187       | 39           | 1991 | [ 144 ] [ 145 ] |
| 83    | Інтертеймент білдінг            | 187       | 33           | 1993 | [ 146 ] [ 147 ] |
| 84    | Ліппо-центр 2                   | 186       | 48           | 1988 | [ 148 ] [ 149 ] |
| 85    | Уестпойнт                       | 186       | 41           | 1999 | [ 150 ] [ 151 ] |
| 86=   | Стендард Чартерд бенк білдінг   | 185       | 42           | 1990 | [ 152 ] |
| 86=   | Сино плаза                      | 185       | 38           | 1992 | [ 153 ] [ 154 ] |
| 86=   | Манхеттан Хайтс                 | 185       | 55           | 2000 | [ 155 ] [ 156 ] |
| 86=   | Будівля компанії AIG            | 185       | 40           | 2005 | [ 157 ] [ 158 ] |
| 90    | Оушен пойнт                     | 184       | 54           | 2001 | [ 159 ] [ 160 ] |
| 91    | Віжен сіті 6                    | 183       | 50           | 2007 | Also known as Vision City Tower 5. |
| 92    | Баньян гарден 5                 | 183       | 54           | 2003 | [ 131 ] [ 162 ] |
| 93    | Пасіфік плейс 3                 | 182       | 40           | 2004 | [ 163 ] [ 164 ] |
| 94=   | Конвеншен плаза офіс            | 181       | 50           | 1990 | [ 165 ] [ 166 ] |
| 94=   | Ліберті 3                       | 181       | 51           | 2003 | [ 167 ] [ 168 ] |
| 94=   | Ліберті 2                       | 181       | 51           | 2003 | [ 168 ] [ 169 ] |
| 94=   | Ліберті 1                       | 181       | 51           | 2003 | [ 168 ] [ 170 ] |
| 94=   | Іммігрейшен тауер               | 181       | 49           | 1990 | [ 171 ] [ 172 ] |
| 94=   | ревеню тауер                    | 181       | 49           | 1990 | [ 173 ] [ 174 ] |
| 100   | Башта AIA                       | 180       | 44           | 1999 | [ 175 ] [ 176 ] |
| 101=  | Мертон 2                        | 180       | 51           | 2005 | [ 113 ] |
| 101=  | Мертон 3                        | 180       | 51           | 2005 | [ 113 ] |
| 101=  | Вежі Шам Вань 1                 | 180       | 51           | 2003 | [ 177 ] [ 178 ] |
| 101=  | Вежі Шам Вань 2                 | 180       | 51           | 2003 | [ 178 ] [ 179 ] |
| 101=  | Вежі Шам Вань 3                 | 180       | 45           | 2003 | [ 178 ] [ 180 ] |
| 101=  | Ліберті 5                       | 180       | 52           | 2003 | [ 168 ] [ 181 ] |
| 101=  | Ліберті 6                       | 180       | 52           | 2003 | [ 168 ] [ 182 ] |

* означає, що будівля ще недобудована, але вже підведено під дах. 
= означає, будівлі мають однакову висоту. 

## Найвищі непобудовані будівлі

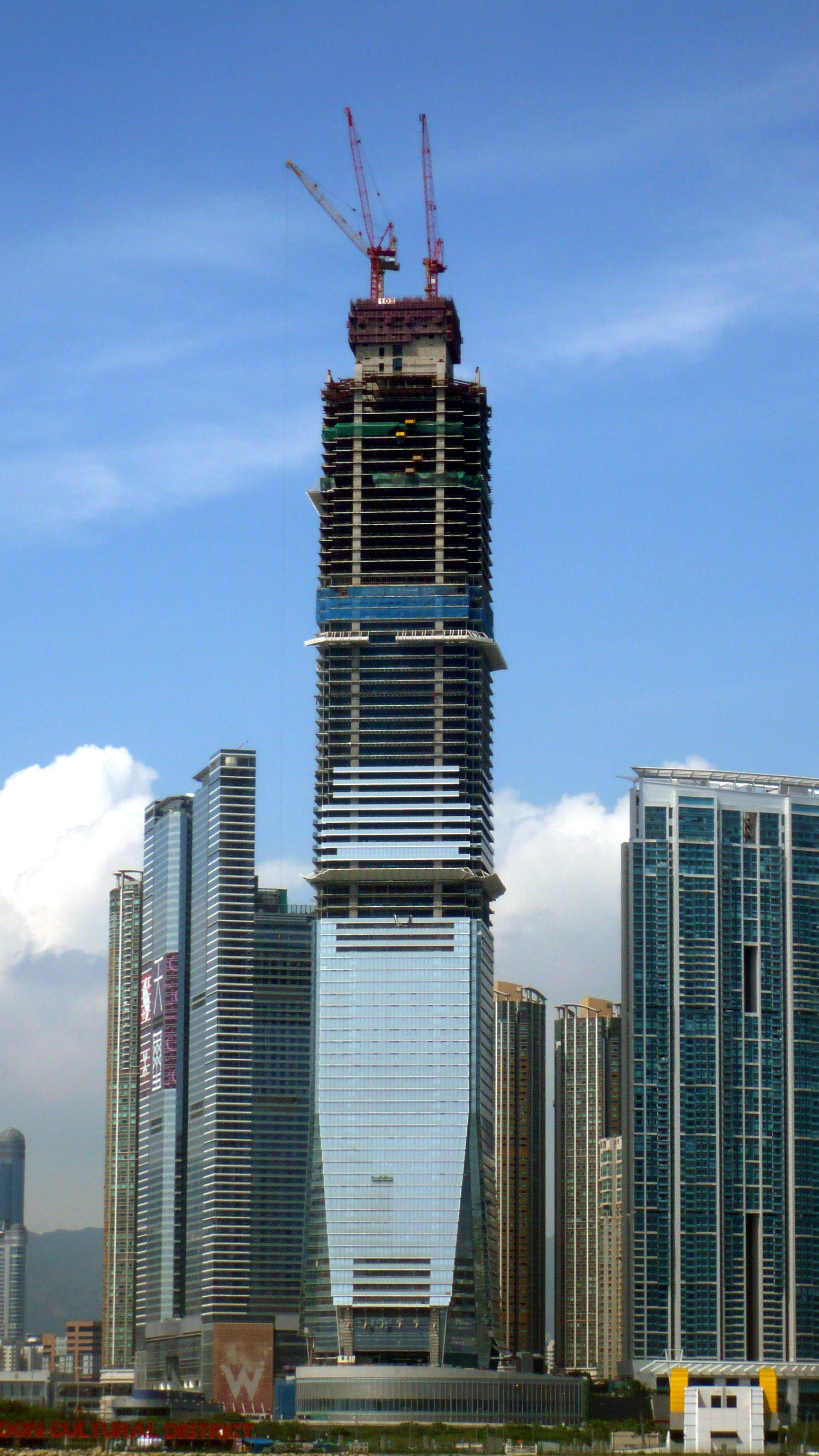
Міжнародний комерційний центр в травні 2008 року

### У процесі будівництва
Цей список включає будівлі Гонконгу висотою більше 180 метрів, що знаходяться в процесі будівництва. Якщо забудовник ще не оголосив остаточну висоту, критерієм для включення в цей список служить поверховість більше 50 поверхів. 
| Назва                                 | Висота *, м | Поверховість | Рік * | Примітки        |
| ------------------------------------- | ----------- | ------------ | ----- | --------------- |
| Лендмарк іст                          | 183         | 45           | 2008  | [ 183 ]         |
| Гренд Уотерфронт 3                    |             | 59           |       | [ 184 ] [ 185 ] |
| Гренд Уотерфронт 5                    |             | 59           |       | [ 185 ] [ 186 ] |
| Гренд Уотерфронт 6                    |             | 59           |       | [ 185 ] [ 187 ] |
| Ентерпрайз-сквер 5                    |             | 55           |       | [ 188 ]         |
| Таї Кок Цуї-роуд, 220 — 222 (башта 1) |             | 55           |       | [ 189 ]         |
| Ейпекс                                |             | 52           |       | [ 190 ]         |
| Голден Хоризон 2                      |             | 52           |       | [ 191 ]         |
| Фредер сентер рідівелопмент (блок 1)  |             | 51           |       | [ 192 ] [ 193 ] |
| Фредер сентер рідівелопмент (блок 2)  |             | 51           |       | [ 193 ] [ 194 ] |
| Фредер сентер рідівелопмент (блок 3)  |             | 51           |       | [ 193 ] [ 195 ] |
| Фредер сентер рідівелопмент (блок 4)  |             | 51           |       | [ 193 ] [ 196 ] |
| Фредер сентер рідівелопмент (блок 5)  |             | 51           |       | [ 193 ] [ 197 ] |
| Фредер сентер рідівелопмент (блок 6)  |             | 51           |       | [ 193 ] [ 198 ] |
| Harbour Green Tower 5                 |             | 50           |       | [ 199 ]         |
| Harbour Green Tower 6                 |             | 50           |       | [ 200 ]         |
| Tsuen Wan Redevelopment 5             |             | 50           |       | [ 201 ]         |
| Tsuen Wan Redevelopment 6             |             | 50           |       | [ 202 ]         |

* Відсутність даних у таблиці означає, що остаточна інформація по проекту ще не відкрита. 

### Схвалені до будівництва
Цей список включає будівлі висотою більше 180 метрів, схвалені до будівництва в Гонконзі. Якщо забудовник ще не оголосив остаточну висоту, критерієм для включення в цей список служить поверховість більше 50 поверхів. 
| Назва                                                  | Висота *, м | Поверховість | Рік * | Примітки |
| ------------------------------------------------------ | ----------- | ------------ | ----- | -------- |
| Лай Чі Кок рідівелопмент                               | 192         | 48           |       | [ 203 ]  |
| Сомерсет хаус, Корнуелл хаус, Уорік хаус рідівелопмент |             | 65           |       | [ 204 ]  |
| Тайку плейс, фаза 2                                    |             | 64           |       | [ 205 ]  |
| Тай Кок Цуй-роуд, 220 — 222                            |             | 55           |       | [ 206 ]  |
| Квуна Тон-роуд, 420                                    |             | 55           |       | [ 207 ]  |
| Лай Сін корт рідівелопмент 1                           |             | 54           |       | [ 208 ]  |
| Лай Сін корт рідівелопмент 2                           |             | 54           |       | [ 209 ]  |
| Чай Ван Кок-стріт готель                               |             | 51           |       | [ 210 ]  |
| Маринерс клаб рідівелопмент 2                          |             | 51           |       | [ 211 ]  |
| Маринерс клаб рідівелопмент 1                          |             | 50           |       | [ 212 ]  |
| Севен стрітс 1                                         |             | 50           |       | [ 213 ]  |
| Севен стрітс 2                                         |             | 50           |       | [ 214 ]  |
| Севен стрітс 3                                         |             | 50           |       | [ 215 ]  |
| Севен стрітс 4                                         |             | 50           |       | [ 216 ]  |
| Севен стрітс 5                                         |             | 50           |       | [ 217 ]  |

* Відсутність даних у таблиці означає, що остаточна інформація за проектом ще не відкрита. 

### Запропоновані
Цей список включає хмарочоси висотою понад 180 метрів, запропоновані до будівництва в Гонконзі. Якщо забудовник ще не оголосив остаточну висоту, критерієм для включення в цей список служить поверховість більше 50 поверхів. 
| Назва                          | Висота *, м | Поверховість * | Рік * | Примітки                        |
| ------------------------------ | ----------- | -------------- | ----- | ------------------------------- |
| Гейтуей III тауер              | 450         | 96             |       | Проект вважається неактуальним. |
| Квуна Тон таун сентер Лендмарк | 280         |                | 2015  | [ 222 ]                         |
| Нью уорлд сентер іст           | 265         | 70             |       | [ 221 ]                         |
| Бейкелорс вілла Апартментс     | 250         | 80             |       | Проект вважається неактуальним. |
| Шеньчжень-сквер                | 206         | 54             | 2010  | [ 224 ] [ 225 ]                 |
| Квуна Тон тауер                |             | 88             |       | [ 226 ]                         |
| Мега тауер готель              |             | 88             |       | [ 221 ] [ 228 ]                 |
| Готель «KCRC»                  |             | 88             |       | [ 229 ]                         |
| Гейтуей III тауер Апартментс 1 |             | 62             |       | Проект вважається неактуальним. |
| Гейтуей III тауер Апартментс 3 |             | 62             |       | Проект вважається неактуальним. |
| Тун Чау-стріт офіс тауер       |             | 60             |       | [ 232 ]                         |
| Хоу мін-стріт, 102 (2 чергу)   |             | 51             |       | [ 233 ]                         |

* Відсутність даних у таблиці означає, що остаточна інформація по проекту ще не відкрита.

## Хронологія найвищих будівель Гонконгу

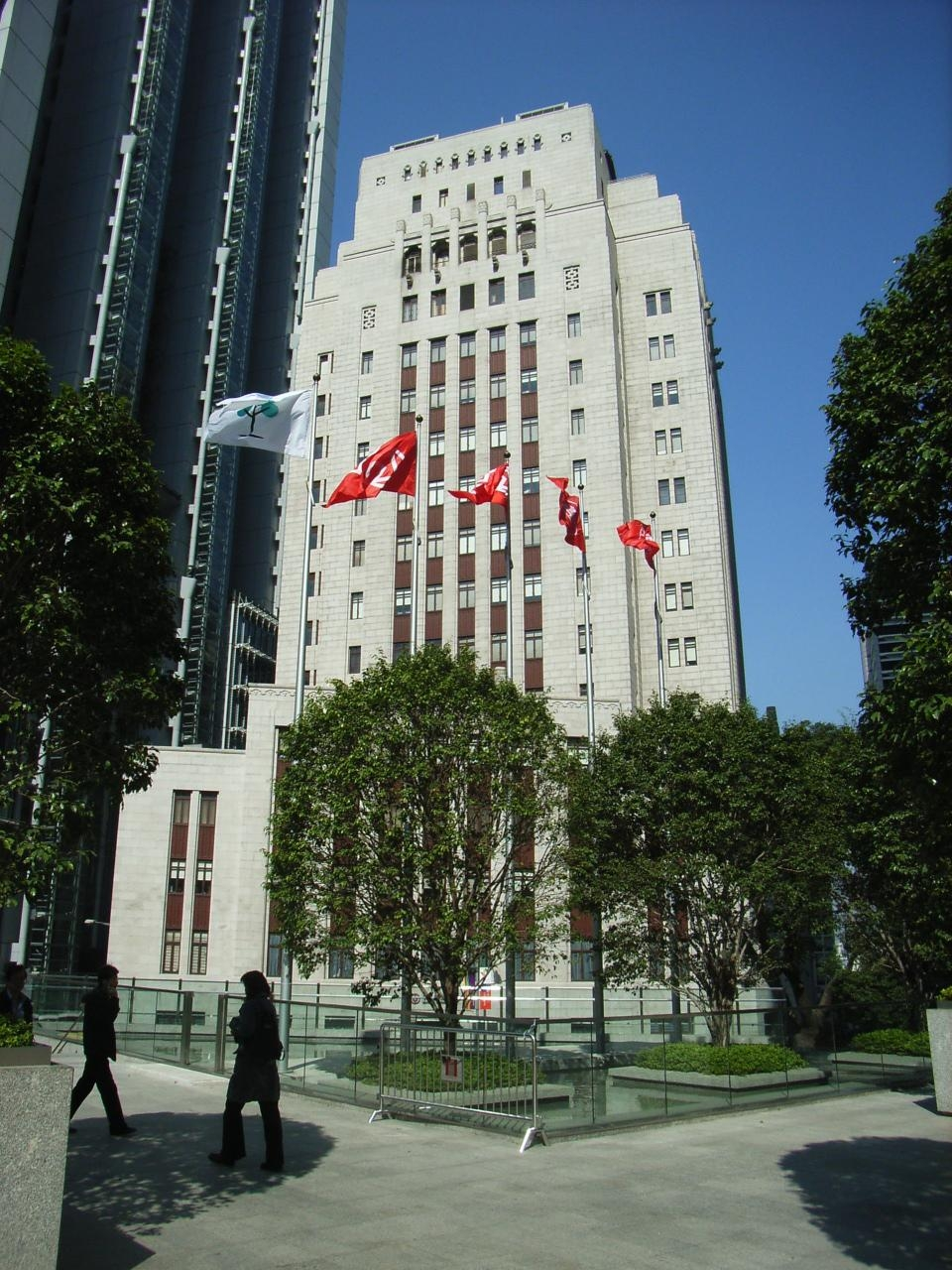
Бенк оф чайна білдінг було найвищим будинком у Гонконгу з 1950 по 1966 рік

Список хмарочосів, що були колись найвищими в Гонконзі. 
| Назва                        | Адреса                | Період      | Висота, м | Поверховість | Посилання       |
| ---------------------------- | --------------------- | ----------- | --------- | ------------ | --------------- |
| Будівля банку HSBC (Гонконг) | Квінс-роуд-сентрал, 1 | 1935 — 1950 | 70        | 13           | [ 1 ]           |
| Будівля китайського банку    | Діву-роуд-сентрал, 2A | 1950 — 1966 | 76        | 17           | [ 234 ] [ 235 ] |
| Ву Сан хаус                  | Натан-роуд, 655       | 1966 — 1967 | 86        | 28           | [ 236 ]         |
| Вин Він хаус                 | Діву-роуд-сентрал, 71 | 1967 — 1971 | 91        | 31           | [ 237 ]         |
| Перл сіті меншен             | Патерсон-стріт, 22-36 | 1971 — 1973 | 109       | 34           | [ 238 ]         |
| Коннот сентер                | Коннот-плейс, 1       | 1973 — 1980 | 178       | 52           | [ 240 ]         |
| Хоупвелл сентер              | Квінс-роуд-іст, 183   | 1980 — 1990 | 216       | 64           | [ 64 ]          |
| Вежа Банку Китаю             | Гарден-роуд, 1        | 1990 — 1992 | 367       | 70           | [ 25 ]          |
| Сентрал плаза                | Харбор-роуд, 18       | 1992 — 2003 | 374       | 78           | [ 23 ]          |
| Міжнародний Фінансовий Центр | Файненс-стріт, 8      | з 2003      | 415       | 88           | [ 22 ]          |